# 富士野幸夫
富士野 幸夫（ふじの さちお 生没年月日不明）は、日本の俳優。劇団ひまわり出身。旧名：富士乃 幸夫、富士乃 幸雄。
大手殺陣集団・大野剣友会に所属し、主に1970年代の特撮番組に数多く出演した。『仮面ライダーV3』では、大野剣友会メンバーでは初めて悪の大幹部役であるツバサ大僧正役を務めた。
『仮面ライダーシリーズ』などで監督を務めた内田一作は富士野のことを気に入っており、『V3』ではツバサ大僧正登場編の第36話と退場編の第40話を担当した。

## 出演作品

### 映画
- 柔の星（1970年、東宝） - 暴力団員・松原
- 仮面ライダー対ショッカー（1972年、東映） - ショッカー科学者チーフ
- 仮面ライダー対じごく大使（1972年、東映） - モトクロス会場アナウンス
- ノストラダムスの大予言（1974年、東宝） - 暴徒
- 五人ライダー対キングダーク（1974年、東映） - 父親

### テレビドラマ
- 少年ジェット 第6部の1「二つの顔」（1960年、CX） - 張万福
- 江戸川乱歩シリーズ 明智小五郎（1970年、12ch）
- 火曜日の女シリーズ / 蒼いけものたち（1970年、NTV / 東宝）
  - 第15話「怪人二十面相 夜光人間」
  - 第16話「怪人二十面相 悪魔の燈台」
- 宇宙猿人ゴリ （1971年、CX） 
  - 第2話「公害怪獣ヘドロンを倒せ!」 - 漁民
  - 第4話「ラー 地球人をさぐる」 - 酔漢
  - 第20話「怪獣バクラーの巣をつぶせ!!」 - 医師
- 仮面ライダー（1971年、MBS）
  - 第13話「トカゲロンと怪人大軍団」 - 警備員
  - 第24話「猛毒怪人キノコモルグの出撃!」 - 囚人
  - 第30話「よみがえる化石 吸血三葉虫」 - ゾル大佐の部下
  - 第36話「生きかえったミイラ怪人エジプタス」ほか - ショッカー科学者
  - 第39話「怪人狼男の殺人大パーティ」 - 酔漢・伊上
  - 第51話「石怪人ユニコルノス対ダブルライダーキック」 - 凶悪犯
  - 第63話「怪人サイギャング 死のオートレース」 - モーター通信記者（サイギャング人間態A）
  - 第85話「ヘドロ怪人 恐怖の殺人スモッグ」 - ギャング
  - 第88話「怪奇! 血をよぶ黒猫の絵」 - 国際平和会議メンバー
  - 第92話「凶悪! にせ仮面ライダー」 - 実験用囚人、コンピューターの声
  - 第93話「8人の仮面ライダー」 - ショッカーライダー6号の声
  - ほか、戦闘員、ショッカー科学者役（セリフつき）多数
- 超人バロム・1（1972年、YTV）
  - 第2話「呪いの魔人フランケルゲ」ほか - 日読新聞記者
  - 第20話「魔人サソリルゲが地上を征服する!!」 - 警察官
  - 第30話「魔人ハサミルゲが待ちぶせて切る!!」 - 工事人夫
- 変身忍者 嵐（1972年、MBS）
  - 第3話 「呪いの妖鬼! オニビマムシ!!」　-　大久保家御用人
  - 第13話「オバケクラゲだ! 血車潜水艦だ!!」 - 村人
  - 第14話「血ぐるま怪人集団! 総攻撃!!」　-　旅人
  - 第20話「みな殺し! 忍者大決戦」 - 伊勢屋清兵衛（カワウソ）
  - 第33話「ヒマラヤの死神!!」 - 蒙古兵
  - 第34話「謎のにせ嵐出現!!」 - 本多家御用人の声
  - ほか、下忍役多数
- 仮面ライダーV3（1973年、MBS）
  - 第30話「ドクトル・ゲー! 悪魔の正体は?」 - デストロンの男
  - 第36話「空の魔人 ツバサ軍団」 - 第40話「必殺!V3マッハキック!!」 - ツバサ大僧正
  - 第41話「あッ! 人間が溶ける! ヨロイ元帥登場」- 戦闘員
  - 第42話「カタツムリ人間の人体実験!」 - マンション住民
- イナズマン（1973年、NET）　
  - 第2話「危うし少年同盟!呪いの水!!」 - バスの乗客
  - 第7話「怪奇! 空飛ぶ一ッ目!?」 - ホテルのフロント係
  - 第12話「母の仇バンバ対イナズマン」 - ファントム帝国の囚人
  - 第17話「謎の対決! ふたりの渡五郎」 - 警察官
- どっこい大作 第11話「呪いの味をうち砕け!!」（1973年、NET） - 作業員
- 太陽にほえろ! 第50話「俺の故郷は東京だ!」（1973年、NTV）
- 仮面ライダーX（1974年、MBS）　
  - 第6話「日本列島ズタズタ作戦!」 - バスの運転手
  - 第7話「恐怖の天才人間計画!」 - 神父
  - 第8話「怪!? 小地球・中地球・大地球」 - 東峰資源調査隊隊員
- 仮面ライダーアマゾン（1974年、MBS） 
  - 第1話「人か? 野獣か? 密林から来た凄い奴!」 - インカ人
  - 第12話「見た! ゲドンの獣人改造室!!」 - 住民
- 幡随院長兵衛お待ちなせえ（1974年、MBS）　21話
- 刑事くん・第4部 第40話「明日へ駈ける君」（1974年、TBS） - 中原
- 大江戸捜査網 第184話「前科なき殺人者」（1975年、12ch / 三船プロ）
- 仮面ライダーストロンガー（1975年、MBS）
  - 第1話「おれは電気人間ストロンガー!!」 - ホバークラフト船乗客
  - 第2話「ストロンガーとタックルの秘密」 - 燈台守
  - 第35話「帰って来た男! その名はV3!!」 - 千造
- Gメン'75 （TBS）　
  - 第19話「デカ部屋の悪霊」（1975年）
  - 第29話「死刑結婚式」（1975年）
- 少年探偵団 第12話「バリハイの魔術師ガルダ」、第15話「大入道三百年の呪い」（1975年、NTV） - 青山支配人
- プレイガールQ 第70話「裸の花嫁地獄行き」（1976年、12ch） - 刑事
- 忍者キャプター 第8話「激突! ハイウェー忍者戦」（1976年、12ch） - 風魔水ぐも
- ザ・カゲスター 第21話「ゴリラ怪人大あばれ作戦!」（1976年、NET） - トレーナー
- 快傑ズバット（1977年、12ch）　　
  - 第11話「死ぬな友よ! 危機一秒前」 - 潜入刑事
  - 第16話「殺しのぬれぎぬ 哀しみの健」・17話「嘆きの妹 ふたりの健」 - 大月（ナチスジャガー）の秘書
- ご存知!女ねずみ小僧 第1話「夜のお江戸に灯がともる」（1977年、CX）
- 大追跡（1978年、NTV）
  - 第12話「殺し屋に墓はない」
  - 第14話「大逆転」
  - 第17話「殺し屋」
  - 第20話「日の丸愚連隊」
  - 第24話「爆殺魔」
- NHK大河ドラマ（NHK）
  - 「竜馬がゆく」（1968年）
  - 「黄金の日日」（1978年） - 武士
  - 「草燃える」（1979年）
- 松本清張シリーズ・天才画の女（1980年、NHK） - 男